# Puy du Fou : La Quête d'Excalibur
 (août 2022).
Pour les articles homonymes, voir Puy du Fou (homonymie).
Puy du Fou : La Quête d'Excalibur  est un jeu vidéo français de type party game et aventure, adapté du parc à thème le Puy du Fou, développé par Balio Studio et édité par Microïds, sorti le 15 juin 2022 sur Windows, macOS, PlayStation 4 et Nintendo Switch.

## Système de jeu
Puy du Fou : La Quête d’Excalibur se déroule dans le Parc du Puy du Fou, en arrivant au parc on rencontre Merlin il explique que le roi Arthur est emprisonné et il va falloir récolter les 15 fragments d’Excalibur pour le libérer. Pour récolter les fragments il va falloir réussir des épreuves. Les épreuves sont disséminées dans le parc au sein duquel on peut se balader librement. Les bâtiments sont reconnaissables on peut voir des personnes mais on ne peut pas leur parler. Il y a aussi des quêtes secondaires.

## Accueil
Le jeu reçoit globalement de très mauvaises critiques, se voyant notamment reprocher sa faible durée de vie (trois heures en moyenne), ses graphismes, la jouabilité de certaines épreuves et le manque de vie sur le parc.